# یواس‌اس یو (ای‌ان-۳۷)
یواس‌اس یو (ای‌ان-۳۷) (به انگلیسی: USS Yew (AN-37)) یک کشتی بود که طول آن ۱۶۳ فوت ۲ اینچ (۴۹٫۷۳ متر) بود. این کشتی در سال ۱۹۴۱ ساخته شد.